# .kids
.kids – zaproponowana w 2000 roku przez amerykańskie firmy .Kids Domains, Inc. i Tucows, Inc. domena najwyższego poziomu, mająca na celu ochronę dzieci przed internetową pornografią. W domenie tej założone mogłyby być jedynie strony z treścią przeznaczoną dla dzieci.